# Gil Scott-Heron
Gil Scott-Heron (* 1. April 1949 in Chicago; † 27. Mai 2011 in New York) war ein US-amerikanischer Musiker und Dichter.
In Scott-Herons Musik vereinen sich Elemente aus Funk, Jazz, Soul und lateinamerikanischer Musik. Er arbeitete in seinen Stücken häufig mit Sprechgesang (Spoken Word) und gilt daher als einer der wichtigsten Wegbereiter der Hip-Hop- und Rap-Musik. Seine Texte sind meist von politischen oder sozialen Inhalten geprägt.
Zu seinen bekanntesten Stücken gehören The Revolution Will Not Be Televised, We Almost Lost Detroit, Whitey on the Moon, Johannesburg, Home Is Where the Hatred Is und Lady Day and John Coltrane.

## Werdegang

### Kindheit und Jugend
Schon früh brachte ihm sein Vater Gil Heron (1922–2008) das Klavierspielen und Lesen bei. Dieser war der erste schwarze Fußballspieler bei Celtic Glasgow. Seine Eltern trennten sich bald, und Scott-Heron wuchs bei seiner Großmutter im Bundesstaat Tennessee auf. Hier lernte er die ländliche afroamerikanische Kultur und Lebensweise der Südstaaten kennen, aber auch einen starken Rassismus. So war er eins von drei nicht-weißen Kindern, die zum Zwecke der Integration in eine weiße Grundschule in Jackson geschickt wurden.
Da er diesen Druck nicht mehr ertrug, zog er zu seiner Mutter, einer Bibliothekarin, die mittlerweile in der Bronx (New York) lebte. Dort ging er zur High School, wo er Arbeiten des Harlem-Renaissance-Poeten Langston Hughes und des von den Beatpoeten, aber auch der afroamerikanischen Bürgerrechtsbewegung beeinflussten LeRoi Jones (später Amiri Baraka) kennenlernte. Diese sollten seine Art zu schreiben sowohl inhaltlich als auch stilistisch stark prägen. Später zog er mit seiner Mutter in eine lateinamerikanisch geprägte Nachbarschaft im New Yorker Viertel Chelsea.
Scott-Heron wurde an der Lincoln University in Oxford, Pennsylvania angenommen. Hier lernte er Brian Jackson kennen, mit dem er später lange Jahre zusammenarbeitete. Er war aber nach eigenen Aussagen die ganze Zeit mit den Arbeiten an seinem ersten Roman, The Vulture (Der Aasgeier), beschäftigt und verließ die University nach einem guten Jahr wieder. Kurzfristig besuchte er auch die Johns-Hopkins-Universität in Baltimore. 1970 veröffentlichte er seinen Debütroman, der viel Anerkennung fand.

### Beginn der musikalischen Karriere
Durch die guten Besprechungen seines Debütromans lernte Scott-Heron den Jazz-Produzenten Bob Thiele kennen, der schon mit Legenden wie Louis Armstrong und John Coltrane gearbeitet hatte. Dieser ermöglichte ihm im Jahre 1970, sein erstes Album Small Talk at 125th & Lenox Ave. aufzunehmen, auf dem er sozialkritische Texte aus seinem gleichnamigen Gedichtband rezitierte. Er kombinierte sie mit Conga-Rhythmen und anderen percussiven Elementen. 
Im Jahre 1971 veröffentlichte er den Nachfolger Pieces of a Man. Zum ersten Mal war Scott-Heron mit einer vollen Band im Studio, Thiele konnte für den Soundtrack zu Scott-Herons Texten einige renommierte Jazz-Musiker wie Ron Carter (Bass), Eddie Knowles und Charlie Saunders (Percussion) versammeln. Das Album enthielt eines von Scott-Herons bis heute bekanntesten Stücken, das medien- und kapitalismuskritische Lied The Revolution Will Not Be Televised. 
Im darauf folgenden Jahr veröffentlichte er seinen zweiten Roman, The Nigger Factory, und sein drittes Album Free Will. Dieses sollte sein letztes für das Label Flying Dutchman sein, mit dem er sich zerstritt. Das folgende Album, Winter in America, nahm er für Strata East auf. Dieses veröffentlichte er gemeinsam mit seinem langjährigen musikalischen Partner, dem Pianisten und Songwriter Brian Jackson, der bereits auf den vorigen Alben gewirkt hatte. Das Album enthielt den Titel The Bottle, das in den Clubs New Yorks und später auch im Radio zum Hit wurde und eines seiner beliebtesten Stücke wurde. Scott-Heron und Jackson formten in den folgenden Jahren eine enge musikalische Partnerschaft, Jackson leitete praktisch Scott-Herons Midnight-Band.

### Kommerzieller Erfolg

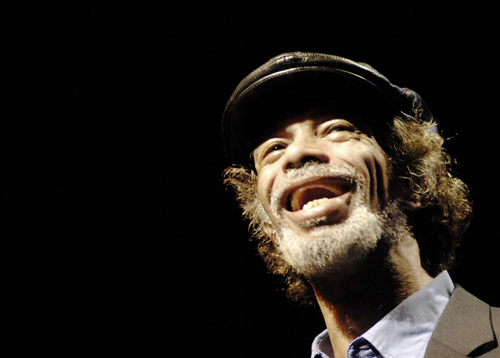
Gil Scott-Heron, 2009

1975 wurde er von Clive Davis als der erste Künstler für das neue Label Arista Records verpflichtet, wo er für zehn Jahre blieb. Hier wurde mehr darauf geachtet, Songs in die Charts zu bringen, was mit der Singles Johannesburg (1975; Platz 29 der R&B-Charts) mäßig gelang. 1978 nahm sich der Produzent Malcolm Cecil Scott-Herons Musik an. Dieser hatte in den frühen 1970ern, der Hochphase des Funk, unter anderem mit den Isley Brothers und Stevie Wonder gearbeitet. 
1980 trennte sich Scott-Heron von Brian Jackson, im selben Jahr veröffentlichten sie ihr letztes gemeinsames Album mit dem Titel 1980. In den folgenden Jahren arbeitete Scott-Heron mit Produzenten wie Nile Rodgers und Bill Laswell zusammen. 1985 wurde er nach der Veröffentlichung eines Best Of-Albums von seiner Plattenfirma Arista entlassen.

### Rückzug und Kultstarstatus
Er zog sich aus dem Musikgeschäft zurück, tourte aber weiter um die Welt, wo er im Rahmen der Retromusikwelle, aber auch von Rap- und Hip-Hop-Fans wieder gefeiert wurde. 1993 unterschrieb er wieder einen Vertrag mit der Firma TVT-Records und veröffentlichte das hochgelobte Album Spirits (1994), das unter anderem den Track Message to the Messengers enthielt, in dem er die jungen Rapper dazu aufrief, Verantwortung für ihre Kunst und die Community zu übernehmen.
1994 trat er in einem „Spoken-Word“-Special von MTV auf.
Sein letztes Buch, der Gedichtband Now & Then (2001), erschien in seinem eigenen Verlag, Brouhaha Books. 2001 kam er wegen des Besitzes von einem Gramm Kokain für ein Jahr ins Gefängnis. Nachdem er im Oktober 2002 entlassen worden war, arbeitete er unter anderem wieder mit dem Kollegen Brian Jackson. 2003 filmte Don Letts im Auftrag der BBC eine Dokumentation über Scott-Herons Leben. Im selben Jahr kam Scott-Heron erneut wegen Besitzes illegaler Drogen ins Gefängnis, aus dem er ein Jahr später wieder entlassen wurde. Im Dezember 2005 wurde er in New York erneut wegen Drogenbesitzes verhaftet. Scott-Herons langjährige Kokainabhängigkeit ist Gegenstand zahlreicher Kontroversen.
Am 8. Februar 2010 erschien mit I’m New Here sein erstes Album seit 1994. Im Februar 2011 veröffentlichte der Londoner Produzent Jamie xx eine Remixversion des Albums unter dem Titel We’re New Here.
Gil Scott-Heron starb im Mai 2011 im Alter von 62 Jahren an den Folgen von Aids.

## Politik
Scott-Heron beschäftigte sich in seinen Songs vor allem mit den sozialen Realitäten der Afroamerikaner und der gesellschaftlichen Situation in den USA. Er sympathisierte mit der Bürgerrechtsbewegung der 1960er Jahre. Ab 1975 wandte er sich in seinen Texten den Problemen der „Dritten Welt“ zu, so beispielsweise Südafrikas. Anfang der 1980er wandte er sich scharf gegen die Politik Ronald Reagans, explizit in Songs wie B-Movie und Re-Ron. Von Anfang an textete er auch über die Probleme der Gesellschaft mit Drogen.

## Diskografie
Studioalben
- 1970: Small Talk at 125th & Lenox Ave (1970; Flying Dutchman Records)
- 1971: Pieces of a Man (Flying Dutchman Records)
- 1972: Free Will (Flying Dutchman Records)
- 1974: Winter in America (Strata-East Records)
- 1975: The First Minute of a New Day – The Midnight Band (Arista Records)
- 1976: From South Africa to South Carolina (Arista Records)
- 1976: It’s Your World (Arista Records) (teilweise live)
- 1977: Bridges (Arista Records)
- 1978: Secrets (Arista Records)
- 1980: 1980 (Arista Records)
- 1980: Real Eyes (Arista Records)
- 1981: Reflections (Arista Records)
- 1982: Moving Target (Arista Records)
- 1994: Spirits (TVT Records)
- 2010: I’m New Here (XL Recordings)[8]
- 2020: We’re New Again – A Reimagining by Makaya McCraven[9]

Gastauftritte / Features
- 1996: Ron Holloway – Scorcher (Titel: Is That Jazz?, Blue Collar)
- 2000: Talib Kweli & Hi-Tek – Train Of Thought (Titel: The Blast)
- 2009: Malik & the OG’s – Rhythms of the Diaspora (Titel: Black and Blue)

Livealben
- 1990: Tales of Gil Scott-Heron and His Amnesia Express (Arista Records)
- 1994: Minister of Information (Peak Top Records)
- 2004: Save the Children – Live in Concert (Delta Music)
- 2023: Legend In His Own Mind (feat. Amnesia Express) - Live Bremen 1983

Kompilationen
- 1974: The Revolution Will Not Be Televised (Flying Dutchman Records)
- 1979: The Mind of Gil Scott-Heron (Arista Records)
- 1984: The Best of Gil Scott-Heron (Arista Records)
- 1990: Glory – The Gil Scott-Heron Collection (Arista Records)
- 1998: The Gil Scott-Heron Collection Sampler: 1974–1975 (TVT Records)
- 1998: Ghetto Style (Camden Records, UK: Silber)
- 1999: Evolution and Flashback: The Very Best of Gil Scott-Heron (RCA)
- 2005: Gil Scott-Heron & Brian Jackson - Messages

## Buchveröffentlichungen
- 1970: Small Talk at 125th and Lenox: a Collection of Black Poems. World Publishing Co., New York.
- 1970: The Vulture. World Publishing Co., New York, ISBN 0-86241-528-4.
- 1972: The Nigger Factory. Dial Press, New York, ISBN 0-86241-527-6.
- 1990: So Far, So Good. Third World Press, Chicago, ISBN 0-88378-133-6.
- 2001: Now and Then: The Poems of Gil Scott-Heron. Canongate Publishing Ltd., Edinburgh, ISBN 0-86241-900-X.
- 2012: The Last Holiday: A Memoir (postum: Autobiographie), Canongate Books, Edinburgh 2012, ISBN 978-0-85786-301-0. (Rezension in: The Guardian, 5. Febr. 2012)

## Filme mit und über Gil Scott-Heron
- 1982: Black Wax. Live-Video und -DVD mit einem Konzertmitschnitt von Robert Mugge, aufgenommen 1982 in Washington D.C.
- 1991: Gil Scott-Heron and his Amnesia Express - Tales of Gil. Konzertmitschnitt und Interview mit Kevin Le Gendre
- 1988: Freedom Beat. The Video Image Entertainment
- 1979: No Nukes. Produktion: CBS, Fox Video
- 1989: Jazz Shorts. Produktion: Rhapsody Films Inc.
- 2003: The Revolution Will Not Be Televised. Fernseh-Dokumentation, Großbritannien, Regie: Don Letts, Produktion: BBC, Filmseite der BBC.
- 2007: Gil Scott-Heron & Amnesia Express - The Paris Concert. Recorded live at the New Morning - Paris - July 23rd 2001, DVD, 120 Min.